# Praia de Ponta Figo
Praia de Ponta Figo és una localitat de São Tomé i Príncipe, una subdivisió a la part oriental de la vila de Neves, al districte de Lembá, al sud-oest de l'illa de São Tomé. La seva població és de 193 (2008 est.). Es troba lluny de la Carretera Nacional 1 (EN1) que comença a la capital São Tomé.

## Evolució de la població
| 2001 | 2008 |
| 169  | 193  |